# Kritik av förintelseförnekelse
Kritik av förintelseförnekelse är kritik mot dem som hävdar att folkmordet på framför allt judar under andra världskrigets förintelse inte skedde på det sätt eller i den omfattning som vanligen beskrivs av akademiska forskare. För förnekare är det viktigt att avvisa något av följande:
- Avsikten: att den nazistiska regeringen hade en avsiktlig politik som riktade sig mot personer med judiskt påbrå med syfte att utrota dem som folk;

- Antalet döda: att mellan fem och sju miljoner judar dödades systematiskt av Nazityskland och av dem som samarbetade med dem;

- Gaskamrarna: att folkmordet utfördes i förintelseläger med särskilda anordningar för massmord, till exempel gaskammare.[1][2]

Förintelseförnekarnas metoder har kritiserats för att utgå från en förutbestämd slutsats och på så sätt nonchalera de överväldigande historiska bevisen för förintelsen. Kritiker av förintelseförnekare menar att förnekarnas påståenden grundas på bristfällig forskning, partiska uttalanden och i vissa fall medvetet förfalskade bevis. Domstolar har avvisat förintelseförnekares påståenden (se Fred A. Leuchter och David Irving) och lagar mot förintelseförnekelse har antagits i 14 europeiska länder.

## Hitlers inblandning

### Politik
Många historiker, som Ian Kershaw, Raul Hilberg och Martin Broszat, accepterar att det inte finns något dokument som visar att Hitler gav order om Förintelsen, men att det finns andra slags bevis som tyder på att Hitler kände till och gav order om folkmordet. Uttalanden av Adolf Eichmann, Joseph Goebbels och Heinrich Himmler tyder också på att Hitler orkestrerade förintelsen, och uttalanden av Hitler själv visar hans avsikter till folkmord mot judarna.
I ett brev daterat 1919 nämnde Hitler att ett "orubbligt" mål för en stark nationell regering måste vara "avlägsnandet av judarna".

I Mein Kampf hävdade Hitler att ett krig mot judarna skulle ha räddat Tyskland från att förlora första världskriget:
”Om tolv eller femton tusen av dessa hebreiska förstörare av folket hade utsatts för giftgas i början av kriget och under kriget, som det hände hundratusentals av våra allra bästa tyska arbetare på fältet, skulle offret av miljoner vid fronten inte ha varit förgäves.”
Hitler förklarade i sitt tal till riksdagen den 30 januari 1939:
”Idag vill jag återigen vara en profet: om den internationella judendomen lyckas med att kasta ut nationerna i ett ännu ett världskrig, blir resultatet inte jordens bolsjevisering och därigenom judarnas seger, utan förintelsen av den judiska rasen i Europa!
I ett tal den 30 januari 1942 upprepade Hitler sin profetia från 1939:
” . . . Kriget kommer inte att sluta som judarna föreställer sig, nämligen att man gör sig av med arierna, utan resultatet av detta krig kommer att vara en fullständig förintelse av judarna. Nu först får de inte andra människor förblöda till döds, utan för första gången kommer den gamla judiska lagen öga för öga, tand för en tand, att tillämpas. Och – det är lika bra att Världsjudendomen vet om detta - ju längre ut dessa strider sprider sig, desto mer kommer antisemitismen att sprida sig. Den kommer finna näring i varje fångläger och i varje familj när den upptäcker den yttersta orsaken till de offer som den måste göra. Och timmen kommer då alla tiders mest onda universella fiende ska utplånas, åtminstone för tusen år."
Under kriget publicerade propagandaminister Goebbels ofta artiklar som citerade Hitlers profetia från 1939. 1943 publicerade han en artikel med titeln "Kriget och judarna", där han skrev:
”Inget av Führerns profetiska ord har så oundvikligt besannats som hans förutsägelse, att om judar lyckades provocera fram ett andra världskrig, skulle resultatet inte vara förstörelsen av den ariska rasen utan snarare att utplånandet av den judiska rasen. Denna process är av stor betydelse, och kommer att få oförutsebara konsekvenser som kommer att kräva tid. Men den kan inte längre stoppas. Den måste endast ledas i rätt riktning.”
I sitt politiska testamente, dikterat en dag före hans självmord den 29 april 1945, beskriver Hitler öppet mordet på de europeiska judarna:
”Jag har också gjort det ganska tydligt att, om Europas nationer igen ska betraktas som enbart aktier som köps och säljs av dessa internationella konspiratörer i pengar och finans, så får den där rasen, judarna, som är den verkliga brottslingen i denna mordiska kamp, påläggas ansvaret. Vidare lämnade jag ingen i tvivel om att den här gången skulle inte bara miljontals barn av Europas ariska folk dö av hunger, inte bara miljoner vuxna män drabbas av döden, och inte bara hundratusentals kvinnor och barn brännas och bombas ihjäl i städerna, utan att den verkliga brottslingen hade fått sona för denna skuld, om också på ett mera humant sätt.”

### Order och ansvar
I ett utkast till ett internt memorandum den 18 september 1942 skrev Reichsführer SS Heinrich Himmler att "i princip är Führerns tid inte längre belastad med dessa frågor". Memorandumet fortsätter genom att beskriva Himmlers vision, bland annat:
"överlämnande av antisociala element från verkställigheten av deras domar till Reichsführern för SS för arbeta sig till döds. Personer under skyddsarresteringar, judar, zigenare, ryssar och ukrainare, polacker med längre domar än 3 år, tjecker och tyskar med mer än 8-åriga domar enligt justitieministerns [Thierack] bedömning. Först och främst ska de värsta antisociala delarna bland dem som nämnts ovan överlämnas Jag ska informera Führern om detta genom Reichsleiter Bormann."
Ändå, och till skillnad mot för T4-eutanasiprogrammet, har det inte hittats något dokument skrivet eller underskrivet av Hitler, där han ger order om förintelsen. Förnekare har hävdat att avsaknaden av skriftliga order visar att folkmord inte var nazistpolitik.
När förintelseförnekaren David Irving utan framgång stämde den amerikanska historikern Deborah Lipstadt för förtal, hävdade han att ett dokument undertecknat av Hitler där han gav order om ”Den slutgiltiga lösningen" skulle vara det enda övertygande beviset på Hitlers ansvar. Men ändå kunde han anklaga Winston Churchill för mordet 1943 på den polske exil-premiärministern general Sikorski, utan dokumentation för detta. Domaren i målet Charles Gray konstaterade att detta var att använda dubbla standarder.
Historiker har dokumenterat att det gjordes stora ansträngningar för att förstöra alla bevis på massutrotning, när Tysklands nederlag blev överhängande och nazisternas ledare insåg att de sannolikt skulle fångas och ställas inför rätta. På våren 1942 gav Heinrich Himmler order om att alla spår av mördade ryska judar och krigsfångar skulle tas bort från de ockuperade territorierna i Sovjetunionen. Som ett av många exempel kan nämnas att man 1943 grävde upp och brände kropparna från de 25 000 mestadels lettiska judar, som Friedrich Jeckeln och soldater under hans befäl sköt i Rumbula (nära Riga) i slutet av 1941.
I mitten av 1942 beordrade SS-Obergruppenführer Reinhard Heydrich, genom SS-Gruppenführer Heinrich Müller, Gestapochefen, SS-Standartenführer Paul Blobel att i den så kallade Sonderaktion 1005 avlägsna alla spår av massavrättningarna i öst utförda av Einsatzgrupperna. Efter att Blobel och hans personal utvecklat en särskild förbränningsprocess följde förstörelsen av bevis i utrotningslägren i Belzec och Sobibor i slutet av 1942. I februari 1943 besökte Heinrich Himmler personligen utrotningslägret Treblinka och beordrade kommendanterna att förstöra dokument, krematorier och andra tecken på massutrotning.

I de berömda Posentalen från oktober 1943, till exempel det från den 4 oktober, hänvisade Himmler uttryckligen till utrotningen av judarna i Europa och hävdade vidare att folkmordet måste hållas hemligt permanent:
”Jag vill här också helt öppet beröra en mycket svår fråga. Vi kan nu mycket öppet tala om detta bland oss själva, men vi kommer aldrig att diskutera det offentligt. Lika lite som vi tvekade att göra vår plikt och lyda order den 30 juni 1934, att ställa upp kamrater som hade misslyckats mot väggen och avrätta dem, talade vi aldrig heller om det, och kommer aldrig att tala om det. Låt oss tacka Gud att vi hade tillräckligt med själsstyrka att aldrig diskutera det sinsemellan, och vi talade aldrig om det. Var och en av oss var skräckslagen, men alla förstod klart att vi skulle göra det nästa gång, när ordern ges och när det blir nödvändigt.

Jag hänvisar nu till evakueringen av judarna, till utrotningen av det judiska folket.”
Historikern Peter Longerich hävdar att Hitler "... undvek att ge en tydlig skriftlig order om att utrota judiska civila." Det ledde till utbredda protester när Hitlers godkännande av T4-programmet blev offentlig kunskap i Tyskland, och som följd blev han tvungen att stoppa programmet, även om det fortsatte i all diskretion. Detta fick Hitler att inse att sådana åtgärder måste göras i hemlighet för att undvika kritik. Kritiker påpekar också att om Hitler alls undertecknade en sådan order, skulle den ha varit ett av de första dokumenten som förstörts.
Himmlers läkare Felix Kersten skrev i sina memoarer att Himmler efter en diskussion med Kersten avslöjade att utrotningen av judarna var Hitlers uttryckliga order och att den verkligen hade delegerats till honom av Führern.

### Uttalanden från nazisterna
Många uttalanden från nazisterna från 1941 och framåt handlade om judarnas nära förestående utrotning.

I ett utkast till ett internt memorandum från den 25 oktober 1941 skrev Heinrich Himmler:
"Som sakerna nu står, finns det inga invändningar mot att göra oss av med de judar som inte kan arbeta, med det Brackska botemedlet."
Joseph Goebbels hade ofta diskussioner med Hitler om judarnas öde, ett ämne som de diskuterade nästan varje gång de träffades, och ofta skrev Goebbels om det i sin personliga dagbok.
"14 februari 1942: Führern uttryckte återigen sin beslutsamhet att skoningslöst rensa upp judarna i Europa. Det får inte finnas någon blödig sentimentalism därvidlag. Judarna har förtjänat den katastrof som nu har hunnit upp dem. Deras undergång kommer att gå hand i hand med våra fienders undergång. Vi måste påskynda på denna process med kall hänsynslöshet."
"27 mars 1942: En dom hemsöker judarna som, även om den är barbarisk, de till fullo förtjänar . Profetian som Führern gjorde om dem för att ha orsakat ett nytt världskrig börjar bli sannspådd på hemskaste sätt. Man får inte vara sentimental i dessa frågor. Om vi inte bekämpade judarna skulle de förstöra oss. Det är en kamp på liv och död mellan den ariska rasen och den judiska bakterien."
Goebbels publicerade i november 1941 artikeln "judarna är skyldiga" som gick tillbaka till Hitlers profetia från 1939 och hävdade att Världsjudendomen genomgick  en "gradvis utrotningsprocess".
Den 13 mars 1945 skrev Goebbels i sin dagbok att "resten av världen" skulle följa Tysklands exempel att "tillintetgöra judarna". Han skrev också om hur judarna i Tyskland vid den tidpunkten hade blivit nästan helt förintade. Goebbels dagbok innehåller många andra hänvisningar till massutrotningen av judar, bland annat om hur "tiotusentals av dem har likviderats" i de ockuperade östra territorierna , och att "ju större antal judar som likviderats desto mer konsoliderad kommer situationen i Europa att vara efter detta krig."
Till skillnad mot vad förintelseförnekare som David Irving påstår angående detta dokument, så finns det en tydlig referens till likvideringen av judar i Goebbels dagbok.

När Adolf Eichmann förhördes om huruvida order om utrotning av judar delegerades ut skriftligen av Himmler svarade han: 
”Jag såg aldrig någon skriftlig order, Herr Hauptmann. Allt jag vet är att Heydrich sa till mig: ’Führern gett order om judarnas fysiska utrotning." Han sa det lika klart och säkert som jag upprepar det nu."
Kritiker till detta menar att Eichmann ger en nästan identisk redogörelse för detta i sina memoarer, och att det också kan göras gällande att Eichmann aldrig ens bad om en skriftlig order, då "Hitlers önskan som den uttrycktes av Himmler och Heydrich var tillräckligt för honom ". Eichmanns memoarer spelades in av Willem Sassen innan Eichmann fångades, och Eichmanns advokat försökte hindra dem från att presenteras som bevis för att undvika att skada hans fall. Vid en konferens 1941 som diskuterade den judiska frågan uttryckte Alfred Rosenberg följande:
”Omkring sex miljoner judar lever fortfarande i öst, och denna fråga kan bara lösas genom en biologisk utrotning av hela judendomen i Europa. Den Judiska Frågan kommer endast att lösas för Tyskland när den sista juden har lämnat tysk territorium och för Europa när inte en enda jude står på den europeiska kontinenten så långt som till Uralbergen... Och för detta ändamål är det nödvändigt att tvinga bort dem bortom Uralbergen eller på annat sätt se till att de utrotas."

### Rapporter till Hitler som beskriver avrättningar av judar
Till bevisen för att Hitler var ansvarig för ordern att döda judar, kan läggas de bevis som visar att han fick kännedom om processen. I december 1942 mottog Hitler ett dokument från Himmler med titeln "Rapport till Führern om att bekämpa partisaner", där han uppgav att 363 211 judar hade dödats av Einsatzgrupperna i augusti-november 1942.  Detta dokument märktes "Visat för Führern".
Som den tyske historieprofessorn Peter Longerich noterar, skickade Gestapo-chefen Heinrich Müller ett telegram den 2 augusti 1941 där han gav order om att "särskilt intressant belysande" material skulle skickas till Berlin eftersom "Führern skulle ges fortlöpande rapporter om Einsatzgruppernas arbete i Öst härifrån".
Mot denna bakgrund förefaller det svårt att godta vissa förintelseförnekares förslag att Hitler förlorade intresset för antisemitism efter att han uppnått makten 1933. Det är svårt att tro att en man som hade förlorat sin antisemitism var så intresserad av situationsrapporter om dödandet av judiska män, kvinnor och barn, samtidigt som han var engagerad i ett krig."

### Himmlers tal och "Ausrottung"
Kritiker av förintelseförnekare menar att förnekarnas påstående att nazisterna inte hade någon plan att utrota judarna helt tappar trovärdighet när man ser till Himmlers tal den 4 oktober 1943 till en samling av SS-officerare i Posen där han sa:
| Original |
| Ich meine jetzt die "Judenevakuierung", die Ausrottung des jüdischen Volkes. Es gehört zu den Dingen, die man leicht ausspricht. – ‚Das jüdische Volk wird ausgerottet’, sagt ein jeder Parteigenosse‚ 'ganz klar, steht in unserem Programm, Ausschaltung der Juden, Ausrottung, machen wir.' |
| Översättning |
| Jag menar nu ”judeevakuering”, utrotandet av det judiska folket. Detta hör till de saker som man lätt uttalar – ”Det judiska folket kommer att utrotas”, det säger varje partikamrat till en, ’helt klart, det står i vårt program, eliminering av judarna, utrotning, det gör vi’.            |

### Användande av gaskammare
Argument: nazisterna använde inte gaskammare till massmord på judar. Små kamrar existerade för avlusning och Zyklon-B användes i denna process.
Förintelseförnekare har påstått att de gaskamrar som mainstream-historiker anser har använts till massakrer på civila aldrig har existerat. De menar att de strukturer som identifierats som gaskammare egentligen tjänade andra syften, såsom magasinering av lik, avlusning och desinfektion. Ett liknande argument som ibland framförs är att gas inte användes för att döda judar och andra offer, och att många gaskammare byggdes efter kriget bara för att visas upp. Den så kallade Leuchter-rapporten av Fred A. Leuchter framför en sådan teori. I den uppges att endast spår av cyanid hittades när undersökningar gjordes på prover som 1988 tagits av Leuchter från gaskammare i Auschwitz. Detta anförs ofta som bevis för att gas inte användes i kamrarna, eftersom de återstående mängderna skulle vara för små. Trots svårigheten att hitta spår av cyanid 50 år senare upprepas analysen av professor Jan Markiewicz, chef för Institutet för rättsmedicinsk forskning i Kraków, i februari 1990. Markiewicz och hans team använde mikrodiffusionstekniker för att testa om cyanid fanns i prover från de misstänkta gaskamrarna, från avlusningskammare och från kontrollområden på andra ställen i Auschwitz. Kontrollproverna testade negativt, medan cyanidrester hittades i höga koncentrationer i avlusningskammare och i lägre koncentrationer i gaskamrarna för att döda människor. Detta överensstämmer med de mängder som krävs för att döda löss respektive människor. Sökningen efter cyanid i tegelstensväggarna i byggnaderna som sägs vara gaskammare var viktig, eftersom bekämpningsmedlet Zyklon B skulle efterlämna en sådan rest.

Ett annat påstående från förintelseförnekare är att det i gaskamrarna inte fanns några speciellt konstruerade ventiler genom vilka Zyklon B kunde släppas in. BBC ger ett svar som visar att detta kräver att man bortser från betydande dokumentation:
”Förnekare har i åravis sagt att fysiska bevis saknas eftersom de inte har sett några hål i taket i Auschwitz Birkenau-gaskammaren där Zyklon B hälldes in. (I några av gaskamrarna hälldes Zyklon B in genom taket, medan det i andra kastades in genom fönstren.) Taket sprängdes med dynamit vid slutet av kriget och ligger idag i bitar, men tre av de fyra ursprungliga hålen identifierades positivt i en nyligen publicerad vetenskaplig artikel. Deras plats i betongen stämmer överens med ögonvittnesbevis, flygfoton från 1944 och ett markfoto från 1943. Det fysiska beviset visar otvetydigt att hålen för Zyklon B göts in i betongen när byggnaden byggdes.”
Leuchters kommentar att lägret var "orört" har avfärdats av förintelseforskaren Robert Jan van Pelt, som förklarar att frånvaron av de flesta av rasmassorna från krematorierna beror på att den polska lokalbefolkningen återvände till området efter kriget och återuppbyggde bondgårdar längre västerut med tegelstenar som bärgades från raserade murar i lägret, även från Auschwitz-Birkenau-krematoriet.
En annan bevisuppgift som förintelseförnekare ofta ifrågasätter är vad som hände med askan efter att kropparna hade kremerats. Mängden aska som produceras när en person kremeras ryms ungefär i en skokartong om det görs i ett krematorium. Men ögonvittnesskildringar som dokumenterats i Raul Hilbergs bok The Destruction of the European Jews beskriver att likbränningen i Treblinka, Sobibór och Bełżec utfördes i flera utomhusgrillar där staplade kroppar brändes ovanpå metallstänger. Dessa grillar drevs genom att man på undre sidan brände högar av trä. Det har ifrågasatts av förintelseförnekare  om det kan ha varit möjligt att bränna hundratusentals lik genom att använda den metod som har dokumenterats av Hilberg, särskilt med tanke den låga verkningsgraden hos en sådan bränningsprocess, de höga mängderna trä som krävs och de ofta blåsiga väderförhållandena i lägren.

Öppen kremering i Operation Reinhard-dödslägen (Treblinka, Sobibór och Bełżec) diskuterades i Nürnberg den 7 april 1946 av Georg Konrad Morgen, SS-domare och advokat som undersökte brott som begåtts i nazistiska koncentrationsläger.Han uttalade:
"Det hela var som ett löpande band. Vid det sista stoppet nådde de ett stort rum och fick höra att det var badet. När den sista var inne stängdes dörrarna och gasen släpptes in. Så snart döden hade inträffat (sic.) startades ventilationsfläktarna. När luften gick andas, öppnades dörrarna och de judiska arbetarna tog bort kropparna. Genom en speciell process som Wirth hade uppfunnit brändes de utomhus utan användning av bränsle." 
Det finns väldokumenterade bevis på att annan aska användes som gödselmedel i närliggande fält.  Fotografier av Treblinka som tagits av lägerkommendanten visar vad som ser ut att vara högar av aska som fördelas med ångdrivna grävmaskiner. Ett annat argument som används av förintelseförnekare är att vittnesbörd om gaskammare är opålitliga. Institute for Historical Review är en av de organisationer som gör detta påstående. Så här skriver man:
"Höss sa i sin bekännelse att hans män brukade röka cigaretter när de drog de döda judar ut ur gaskamrarna tio minuter efter gasning. Är inte Zyklon-B explosivt? Jo, i allra högsta grad. Höss bekännelse är uppenbarligen falsk."
Men vätecyanid (HCN eller blåsyra, det verksamma ämnet i Zyklon B) är inte antändligt i en koncentration som ligger under 67,2 g/kbm, och man använde koncentrationer på endast 12 g/kbm för att döda människor, det vill säga långt under tröskelvärdet för brännbarhet. Dessutom låg krematorieugnarna i Aschwitz-Birkenau, som det här är tal om, inte i omedelbar anslutning till gaskamrarna.
Institute for Historical Review erbjöd offentligt en belöning på 50 000 $ för verifierbara "bevis på att gaskammare för att döda människor fanns vid eller i Auschwitz." Mel Mermelstein, överlevare från Auschwitz, lämnade sitt eget vittnesbörd som bevis, men det ignorerades. Han stämde sedan Institute for Historical Review i USA och saken gjordes upp på så sätt att Mermelstein fick  50 000 $, plus  40 000 $ i skadestånd för personligt lidande. Domstolen förklarade i ett uttalande att det var ett faktum att "judar var gasade till döds i Auschwitz koncentrationsläger i Polen under sommaren 1944".

## Dödssiffran
Argument: Att sex miljoner judar dödades är en oansvarig överdrift, och många judar som faktiskt emigrerade till Sovjetunionen, Storbritannien, Israel och USA ingår i det talet.

### Sex miljoner
Dödssiffran "sex miljoner" avser endast judiska offer, och är större när man räknar med andra grupper (etniska, religiösa och andra minoriteter) som man försökte utrota. Förintelseförnekare förminskar ofta dödssiffran till en siffra på 1 miljon eller till och med ner till 300 000. De flesta akademiker, institutioner och till och med nazistiska tjänstemän uppskattar att mellan fem och sex miljoner judar dog under förintelsen , medan vissa hävdar att antalet eventuellt kan vara ännu högre. Över 3 miljoner judiska offers namn finns samlade av Yad Vashem, och många dokument och arkiv som upptäcktes efter kriget ger noggranna redogörelser för den utrotning som ägde rum i dödslägren, till exempel Auschwitz och Treblinka. Det Kanda-baserade Nizkor-projektet(en) för kritik av förintelseförnekelse genomförde en grundlig undersökning av detta påstående och fann att antalet judiska dödsfall var minst 5,65 miljoner.
Förnekare hävdar att dessa dokument grundar sig på sovjetisk propaganda, främst från Ilja Ehrenburgs Judiska antifascistiska kommitté, och därför är opålitliga. En komplicerande omständighet är att det finns flera exempel på fall där man har påstått att dödstalen i vissa läger varit överdrivna. Dessa påståenden varierar i kontrollerbarhet och objektivitet. Ett mycket citerat exempel där dödstalen ifrågasätts är "Breitbart-dokumentet" (ett papper av Aaron Breitbart), som beskriver ett minnesmärke vid Auschwitz till de offer som dött där, och där det står: ”Fyra miljoner människor led och dog här i händerna på nazistiska mördare mellan åren 1940 och 1945”. År 1990 ersatte en ny skylt den gamla. Där står det: ”Må den här platsen, där nazisterna mördade 1 500 000 män, kvinnor och barn, en majoritet av dem judar från olika europeiska länder, för evigt vara ett rop av förtvivlan och en varning för mänskligheten”. De lägre siffrorna beror på att Sovjetunionen "avsiktligt överdrev antalet icke-judiska offer i Auschwitz-Birkenau", enligt Simon Wiesenthal-centret. Förintelseförnekare insisterar på att antalet judar dödades därför ska minskas med minst 2,5 miljoner. Men minnesplaketten har dock aldrig använts som en korrekt historisk källa av vanliga historiker. Redan på 1950-talet uppskattade historikern Raul Hilberg siffran till 1,1 miljoner judiska dödsfall i Auschwitz.

#### Berättelser från före världskriget om att sex miljoner judar stod inför hot om utrotning
Förintelseförnekare hävdar att flera påståenden om att exakt sex miljoner judar stod inför utrotning - som den tidigare New York-guvernören Martin Glynns 1919-artikel, "Korsfästelsen av judar måste sluta! " -  tyder på att den rapporterade dödssiffran är felaktig och uppfanns för att passa in i propagandan.

#### Internationella Rödakorskommittéen (ICRC)
Förintelseförnekare feltolkar och utelämnar information som ingår i ICRC-rapporter som strider mot deras påståenden. Kritiker hävdar att Richard Harwood i pamfletten "Did Six Million Really Die?" bara kunde hävda att ICRC inte hade hittat några bevis på en politik med syfte att utrota judar genom att ignorera viktiga delar av 1948 års rapport, där ICRC uttryckligen säger att systematisk utrotning av judar var nazistisk politik.
Harwood bestred att gaskammare för att mörda människor kamouflerades som vanliga duschar. Han gjorde detta genom att citera ur en rapport där ICRC-tjänstemän inspekterade badanläggningar. Sedan använde han detta som argument för att duscharna fungerade på vanligt sätt och inte som en del av dödsanläggningen. Men kritiker betraktar detta som en förvrängning eftersom det stycke ur rapporten som Harwood citerar från hänvisar till allierades läger för civila i Egypten och således inte hade någonting att göra med nazistiska koncentrationsläger. 
Harwood hävdade också att Die Tat, en schweizisk tabloidtidning, publicerade statistik som visade att antalet personer som dog i nazistiska fängelser och läger från 1939 till 1945 baserat på ICRC-statistik var "300 000, varav inte alla var judar".  Die Tat från den 19 januari 1955 redovisade faktiskt siffran 300 000, men här endast med hänvisning till "tyskar och tyska judar" och inte till medborgare i andra länder. I 1978 års officiella bulletin, med titeln "Falsk propaganda", fördömde ICRC förnekelse av förintelsen och bekräftade att kommittén "aldrig publicerat - eller ens sammanställt - statistik av den typ som felaktigt tillskrivs den" och uppgav att dess uppdrag var "att hjälpa krigsoffer, inte räkna dem ", och ifrågasatte hur den skulle ha kunnat få sådan statistik även om den ville med tanke på att den "bara fick komma in i några få koncentrationsläger ... i krigets sista dagar ". Kommittén konstaterar att siffrorna som användes är "antalet dödsfall som registrerats av dokumentationscentrumet för Nazi-tysklands förföljelser, interneringar och förintelse International Tracing Service på grundval av dokument som hittades när lägren stängdes", och följaktligen inte har något samband med de sammanlagda dödstalen, eftersom nazisterna förstörde mycket dokumentation och många dödsfall inträffade i läger där fångar generellt inte registrerades. ICRC ser denna feltolkning av deras utsagor som "propaganda",  eftersom den har använts i försvaret av förintelseförnekaren Ernst Zündel vid rättegången mot honom 1985. Kritiker menar att trots kommitténs försök att visa sanningen, har förintelseförnekare fortsatt att förlita sig på ICRC-baserad desinformation. Arkivet för International Tracing Service (den internationella spårningstjänsten, lokaliserad i Bad Arolsen) som svarar på sådan feltolkning finns här.  År 1979 uppgav ICRC för andra gången att man "aldrig har försökt att sammanställa statistik om krigsoffer", eller "bekräfta korrektheten i den statistik som utarbetats av en tredje part", och uppger att upphovsmännen till sådant material har "förfalskat" både påståendet att dokumentet härstammar från ICRC och att det endast avser judar.

ICRC har bemött denna feltolkning på flera andra sätt. År 1975 skrev ICRC till Board of Deputies of British Jews (Brittiska judarnas deputeranderåd) i London angående Harwoods citat:
"De siffror som citeras av författaren av häftet bygger på statistik som felaktigt har hänförts till oss, uppenbarligen för att ge dem trovärdighet, trots att vi aldrig publicerar information av detta slag". 

    - Françoise Perret, Comité International de la Croix-Rouge, till Jacob Gerwitz, 22 augusti 1975 

#### Baseler Nachrichten
På samma sätt skrev Harwood att  Basler Zeitung (Baseler Nachrichten), en annan schweizisk tidning, den 4 juni 1946 rapporterade att "högst endast en och en halv miljon judar räknas som dödsoffer." Harwood misslyckas med att nämna att en senare artikel i en senare utgåva av tidningen erkänner att föregående artikel var felaktig, och att 5 800 000 var det korrekta antalet dödsoffer.  Kritiker citerar detta som ett exempel på förintelseförnekare använder partiell information för att snedvrida legitima källor.

#### Judiska befolkningstal
Ett av förnekarnas argument går ut på att jämföra den judiska befolkningen före och efter förintelsen. De säger att World Almanac (Världsalmanackan) 1940 anger världens judiska befolkning till att vara 15 319 359, medan World Almanac 1948 anger världens judiska befolkningen till att vara 15 713 638. De hävdar därför att antingen är siffrorna felaktiga eller så kan förintelsen, i meningen miljontals judars död, inte alls ha skett i en omfattning motsvarande de påstådda 6 miljonerna. Ken McVay från Nizkor-projektet skriver:
”Först 1949 användes efterkrigsberäkningar. De angivna siffrorna är uppskattningar gjorda 1948. Ett eller två års förskjutning verkar vara vanligt för olika andra befolkningsestimat som görs av World Almanac. Skillnaden mellan siffrorna från 1938 och 1948 är således 4 481 491. År 1949 anger dock World Almanac en reviderad siffra för 1939 till 16 643 120, vilket ger en skillnad mellan 1938 och 1947 på 5 376 520. Var den extra befolkningen mellan 1938 och 1939 kom ifrån, anges inte, men man kan tänka sig att den grundade sig på de nazistiska uppskattningar som gjordes 1942 inför Wannseekonferensen. Trots den skenbara exaktheten hos de uppräknade siffrorna, varnar World Almanac för att alla uppräknade siffror är uppskattningar.”
Andra källor bekräftar liknande siffror, tidigare än 1949 års World Almanac för den judiska befolkningen före och efter kriget. 1932 års American Jewish Yearbook  (Amerikanska judiska årsboken) uppskattar det totala antalet judar i världen till 15 192 218, varav 9 418 248 bosatta i Europa. Samma årsbok för 1947 uppger emellertid att:
"Uppskattningar av världens judiska befolkning har sammanställts av American Jewish Joint Distribution Committee (utom för USA och Kanada) och är förmodligen den mest tillförlitliga som finns tillgänglig för närvarande. Siffrorna visar att den totala judiska befolkningen i världen har minskat med en tredjedel från cirka 16 600 000 år 1939 till cirka  år 1946 som ett resultat av nazisternas förintelse av mer än fem och en halv miljon europeiska judar. I Europa finns endast cirka 3 642 000  kvar av den totala judiska förkrigsbefolkningen på cirka 9 740 000."
Dessa siffror överensstämmer också med resultaten i Anglo-American Committee of Inquiry, Appendix III från 1946.

#### Nazistisk dokumentation
Nazisterna använde siffror på mellan 9 och 11 miljoner för den judiska befolkningen i Europa, vilket framgår av anteckningarna från Wannsee-konferensen. I själva verket registrerade nazisterna metodiskt den pågående minskningen av den judiska befolkningen, som i Korherr-rapporten, som redovisade status för den slutgiltiga lösningen fram till december 1942. Höfle-telegrammet skickades av SS-Sturmbannführer Hermann Höfle den 11 januari 1943 till SS-Obersturmbannführer Adolf Eichmann i Berlin och redogjorde i detalj för antalet judiska döda i koncentrationslägren.  Bara för år 1942 anger telegrammet att 1 274 166 judar utrotades i Operation Reinhards fyra läger. Korherr-rapporten som sammanställdes av en SS-statistiker uppgav en försiktig siffra på 2 454 000 judar deporterade till utrotningsläger eller dödade av Einsatzgrupper. De fullständiga statusrapporterna för Einsatzgruppernas dödskvadroner hittades i Gestapos arkiv när det genomsöktes av den amerikanska armén   och rapporternas korrekthet bekräftades av de tidigare Einsatzgruppen-medlemmarna som vittnade vid krigsförbrytarrättegångarna och vid andra tillfällen. Dessa rapporter anger ytterligare omkring 1 500 000 mord genom masskjutningar, där den övervägande majoriteten av offer var judar.  Kvarvarande nazistdokumentation visar också att det fanns planer på att mörda Europas judar (se Wannseekonferensen), tågen som anlände till olika dödsläger finns registrerade och fotografier och filmer finns på många grymheter.

#### Vittnesbörd
Det finns omfattande mängder av vittnesmål från tusentals överlevande från förintelsen, liksom vittnesmål från fångade nazistiska officerare vid Nürnberg-rättegångarna och vid flera andra tillfällen. Förintelseförnekare avvisar vittnesmål från nazi-officerare med hänvisning till att dessa vittnen torterades eller som Rudolf Höss fall att denne underskrev en bekännelse som skrivits på ett språk som han inte förstod (engelska) eller att Nürnbergprocessen inte följde rätt juridiska procedurer. Höss vittnesbörd bestod emellertid inte bara av en undertecknad bekännelse, i fängelset skrev han också två volymer memoarer [98] och gav omfattande vittnesmål utanför Nürnbergprocessen. Vidare överensstämmer hans vittnesbörd med andra skriftliga berättelser av Auschwitz-tjänstemän, såsom Pery Broad, en SS-man som var utstationerad i Auschwitz då Höss var kommendant och en dagbok som fördes av SS-läkaren vid Auschwitz Johann Kremer, liksom vittnesmål från hundratals lägervakter och offer. Dessutom har tidigare SS-personal kritiserat förintelseförnekelse. SS-Oberscharführer Josef Klehr har sagt att den som hävdar att ingen har gasats i Auschwitz måste vara "galen eller ha fel". SS-Unterscharführer Oswald Kaduk har sagt att han inte betraktar dem som påstår sådana saker som normala människor. När den tidigare SS-Rottenführer Oskar Gröning hörde om förintelseförnekelse såg han sig tvingad att offentligt tala om vad han bevittnade vid Auschwitz och fördöma förintelseförnekarna:
”Jag skulle vilja att ni tror mig. Jag såg gaskammarna. Jag såg krematorierna. Jag såg de öppna bålen. Jag var på rampen när urvalen ägde rum. Jag skulle vilja att ni tror på att dessa grymheter hänt därför att jag var där.”
Sonderkommandos utgör en annan viktig del av vittnesbörden. Det var judiska fångar som hjälpte till att föra judar till gaskamrarna och senare drog kropparna till krematorierna. Eftersom de bevittnade hela processen är deras vittnesbörd avgörande för att bekräfta att gaskamrarna användes i mordiska syften och i vilken skala de användes.
Andra viktiga vittnesmål kommer från icke-judiska överlevare i lägren, såsom den katolske franske motståndsmannen André Rogerie, som hölls fången i sju olika läger och som motståndsman inte var måltavla för utrotning utan för hårt arbete och överlevde. Efter kriget skrev Rogerie utförligt om sina erfarenheter från lägren, inklusive från Auschwitz-Birkenau, där han såg och producerade den äldsta samtida skissen av ett lägerkrematorium.

## Förnekande som antisemitism
Förintelseförnekelse betraktas ofta som antisemitisk. Walter Reich, professor i internationella frågor vid George Washington University och tidigare direktör för United States Holocaust Memorial Museum (Förenta staternas minnesmuseum över förintelsen) uppgav: "Den främsta motivationen för de flesta förnekare är antisemitism." Boken Encyclopedia of Genocide and Crimes Against Humanity (Encyklopedi över folkmord och brott mot mänskligheten) beskriver förintelseförnekelse som "en ny form av antisemitism, men en som vilar på åldriga motiv."  Det judiska Anti-Defamation League (Anti-förtalsförbundet) menar: "Förintelseförnekelse är en samtida form av den klassiska antisemitiska läran om den onda, manipulerande och hotande judiska världskonspirationen." Den franska historikern Valérie Igounet skrev:" Förintelseförnekelse är ett bekvämt polemiskt substitut för antisemitism." År 2005 publicerade European Monitoring Centre on Racism and Xenophobia (Europeiska övervakningscentrumet av rasism och främlingsfientlighet) en arbetsdefinition av antisemitism som innefattade "att förneka faktum, omfattningen, mekanismerna (t.ex. gaskammare) eller uppsåtet i folkmordet på det judiska folket utfört av det nationalsocialistiska Tyskland och dess anhängare och medbrottslingar under andra världskriget (förintelsen)".
Den här artikeln är helt eller delvis baserad på material från engelskspråkiga Wikipedia.